# الماسیرو (کالیفرنیا)
الماسیرو (به انگلیسی: El Macero) یک منطقهٔ مسکونی در ایالات متحده آمریکا است که در شهرستان یولو، کالیفرنیا واقع شده‌است. الماسیرو ۱۱ متر بالاتر از سطح دریا واقع شده‌است.